# مردار

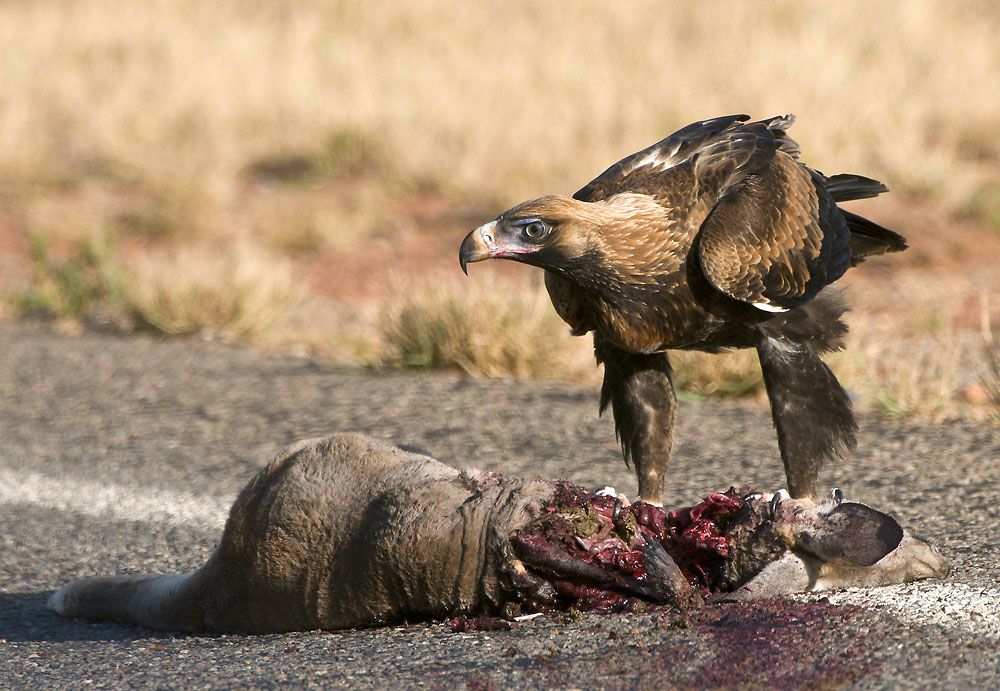
یک عقاب دم‌گُوه‌ای در حال تغذیه از مردار یک کانگورو که در جاده کشته شده است.

مردار به لاشه و گوشت در حال فساد جانوران مرده گفته می‌شود. مردار منبع غذایی مهمی برای گوشت‌خواران بزرگ جثه و همه‌چیزخواران در بیشتر زیست‌بوم‌ها است. نمونه‌هایی از چنین جانورانی عبارتند از کرکس، قوش، عقاب، کفتار راه‌راه، صاریغ ویرجینیا، شیطان تاسمانی، کایوت، اژدهای کومودو، و خزوک مردار (Silphidae). بسیاری از بی‌مهرگان همچون خزوک‌های مردار، کرم حشره، پشه مردار، (Calliphoridae) و مگس گوشت (Flesh-fly) نیز مردارخوار هستند و نقش مهمی در چرخه بازیافت نیتروژن و کربن در بازمانده‌های جانوری دارند.